# 能條愛未
能條愛未（日语：／ Nōjō Ami，1994年10月18日—）是日本女藝人，為女子偶像團體乃木坂46前成員和青春女子學園的前成員，神奈川縣出身。2011年8月以乃木坂46一期生身分出道。從乃木坂46畢業後，主要活躍於舞台劇上。現所屬經紀公司為TWIN PLANET。

## 經歷
能條在3歲時觀看了《美少女戰士》的舞台劇，並且表示希望成為像豆釘兔一樣，在入讀小學前已經開始以成為女演員為目標，並且由母親安排學習芭蕾舞、舞蹈、唱歌和演戲。她在小學時的課外時間全部花在各種興趣班上，日復日地不停練習。小學5年級時，她參加舞台劇《安妮》的試鏡，但是未能通過二次審查，但是這次經驗讓她有自信起來。
中學3年級時，能條一年內出演了3部舞台劇，並且擔任主角，那時開始他以「麻生梨里子」的藝名參加音樂劇，並且以青春女子學園成員的身份展開活動。當時她所屬的經紀公司的總部位於九州，儘管她並未參加過太多場在福岡縣的表演，但是依然獲任命為中心成員。其後，她先後參加Miss Seventeen2010和Miss Magazine2011，均取得好成績，其中Miss Magazine更是Best 15。及後，她出演了《更熱情滿點!貓谷市!!》，這是首次出演電視劇。
2011年8月21日，能條在友人的勸說下，參加了乃木坂46的1期生招募，並且在面試時演唱了安潔拉亞季的《信～敬啟 給十五歲的你～》，最終合格，成為乃木坂46的成員。雖然未必能夠活用自己的演戲和舞台劇經驗，但是她認為有助於實現她成為女演員的夢想而選擇加入乃木坂。2011年9月22日，由於乃木坂46原則上需以本名來進行藝能活動，因此她將從一直以來採用的藝名麻生梨里子改為本名能條愛未。
2012年2月22日，能條憑乃木坂46的首張單曲《窗簾圍繞》而正式出道。2014年4月19日，她出演電影《死亡直播 劇場版》，這是她首次擔任電影女主角。2015年1月10日，她在乃木神社舉行成人禮。
2018年4月，據《週刊文春》爆料，能條與早前合演舞台劇《少女革命》的27歲男演員戶谷公人秘密拍拖。
2018年10月5日，在乃木坂46的「Under Live」演唱會北海道系列公演中，發表了年內從乃木坂46畢業的消息。在乃木坂46的官方部落格上發表了將於12月15日正式畢業，之後會繼續藝能活動。
2021年3月31日，能條退出乃木坂46合同會社，隔日起移籍經紀公司至TWIN PLANET，成為該公司的女演員部門「WILD PLANET」一員。

## 人物
能條的暱稱是Amiami（あみあみ）和Josan（ジョーさん）。她的夢想是成為一位演員。3歲時，她第一次看舞台劇，那是由笹本玲奈主演的《彼得潘》，並且開始憧憬於笹本而希望進入藝能界。2013年4月18日，她在朝日新聞社的《與乃木坂學習》中訪問笹本，不禁眼泛淚光。另外，她獲告知為《死亡直播 劇場版》的主角時，以為只是整人。
高校1年級時，能條與PASSPO☆成員玉井杏奈和增井Mion同班，與美女甜甜圈！！！前成員朝日奈央是朋友，與瀧口Mira一同參演過從2010年至2011年的舞台劇《愛麗絲～不思議國度的物語～》。另外在乃木坂46組成前便與衛藤美彩一同參加Miss Magazine 2011和出演電視劇《更熱情滿點!貓谷市!!》、川後陽菜則是與她在同一時期於青春女子學園時代的同伴，小學時參演的市民音樂劇則與安藤美雲一同演出過。

### 嗜好
能條愛吃蟹、橡膠軟糖、涮涮鍋和蛋包飯。喜歡的演員是菅野美穗和前寶塚歌劇團成員紫吹淳。喜歡的語句是不打蛋是做不了奄列。喜歡的運動是羽毛球和籃球。喜歡的動物是貓。讀過的書有朗達·拜恩的《秘密》。

### 特長
能條擅長扮兔子和模仿蘆田愛菜、倖田來未、可樂餅和參加音樂劇《安妮》試鏡的兒童演員。她曾經學習踢踏舞、古典芭蕾和爵士舞。

### 乃木坂46
能條是乃木團的主唱。另外，她與乃木坂46的齋藤飛鳥和齋藤千春組成了以能條的「N」以命名的「Team N」。

## 參與歌曲
乃木坂46
| 歌曲       | 發售日期       | 索尼編碼    |
| ---------- | -------------- | ----------- |
| 單曲       |                |             |
| 窗簾圍繞   | 2012年2月22日  | SRCL-7900/6 |
| 制服模特兒 | 2012年12月19日 | SRCL-8201/8 |

## 演出

### 電視劇
- 更熱情滿點!貓谷市!!（日语：熱いぞ!猫ヶ谷!!）（2011年10月13日 - 12月15日、名古屋電視台） - 飾演奧野葵[27]
- BAD BOYS J（2013年4月6日－6月22日、日本電視台） - 飾演唐津里奈[40]
- 東京特許許可局（日语：東京特許許可局 (テレビドラマ)）（2014年10月27日、NHK教育頻道） - 第20集，飾演Yuko[41]

### 電影
- 劇場版BAD BOYS J -最後要保護的東西-（2013年11月9日、SHOWGATE（日语：ショウゲート）） - 飾演唐津里奈[42]
- 死亡直播 劇場版（日语：死の実況中継）（2014年4月19日、Chance In） - 主演，飾演中塚步[43]

### 舞台劇
- ALL THAT JAZZ（2004年7月25日、茅崎文化會館）[44]
- 獅子王傳説（2005年7月18日、茅崎文化會館）[44]
- SA.GA.SE（2006年9月6日 - 7日、山葉Electone City澀谷）[44]
- LOVE 2007（2007年8月18日 - 19日、龜有Ririo Hall） - 飾演辛子之種[44]
- CHANCE 2008（2008年4月25日 - 26日、Seshion杉並Hall） - 飾演美紀[44]
- LOVE 2008（2008年8月4日 - 5日、龜有Ririo Hall） - 飾演妖精、蝶之羽毛[44]
- Lovelys～獻給你的Harmony～（日语：ジョーズカンパニー）（2008年12月30日 - 2009年1月12日、下北澤 小劇場 樂園） - 飾演Team愛的久野里沙子[44]
- 阿里巴巴與Morugiana王女（2009年3月27日 - 31日、銀座美雪館劇場（日语：銀座みゆき館劇場）） - 飾演月組的阿里巴巴[44]
- Piyopiyo Jiojio（2009年5月14日 - 17日、銀座美雪館劇場） - 飾演Piyo組的皿田麻里音[44]
- CHANCE 2009（2009年8月3日 - 5日、Move町屋） - 飾演虹組的岸本麻衣[44]
- 愛麗絲～不思議國度的物語～ 2010（2010年4月17日 - 25日、Atelier applause） - 飾演帽子組的L愛麗絲[26]
- 愛麗絲～不思議國度的物語～ 2011（2011年1月18日 - 23日、銀座美雪館劇場） - 飾演帽子組的L愛麗絲[26]
- 女子落語（2015年6月18日 - 28日、AiiA 2.5 Theater Tokyo（日语：アイアシアタートーキョー）） - 飾演空琉美遊亭丸京[45]
- 舞台劇「Card Fight Vanguard」～Virtual Stage～ (2016年1月5日 - 11日) - 飾演戶倉Misaki[46]
- 女子落語貳〜跳躍時空蕎麥麵〜（2016年5月12日 - 22日、AiiA 2.5 Theater Tokyo） - 飾演蕪羅亭魔梨威 役[47]
- 舞台劇「Card Fight Vanguard」～Virtual Stage～ LinkJoker編 (2017年春天) - 飾演戶倉Misaki[48]
- 墳場，女高中生（2016年10月14日 - 22日、東京巨蛋城劇場G Rosso）[49]

### 網絡節目
- SonyReco！消磨時間TV（日语：ソニレコ! 暇つぶしTV）（2015年11月 - 2016年3月25日、Sony Music Records） - MC[50]

## 書籍

### 寫真集
- 季刊 乃木坂 vol.4 彩冬（2014年12月26日、東京新聞通信社）[51]

## 外部連結
- 能條愛未 TWIN PLANET 官方簡介（日語）
- 能條愛未的Instagram帳戶（日語）
- 能條愛未的X（前Twitter）
- 能條愛未的TikTok
- 能條愛未 乃木坂46合同會社 官方簡介（页面存档备份，存于）（日語）（2019－2021年）

乃木坂46時期
- 乃木坂46 能條愛未 個人簡介（页面存档备份，存于）（日語）（2011年8月21日－2018年12月31日）
- 乃木坂46 能條愛未 官方部落格（页面存档备份，存于）（日語）（2011年11月11日－2018年12月31日）
- 能條愛未 官方755（页面存档备份，存于）（日語）